# Bol d'arc-en-ciel
Un bol d'arc-en-ciel désigne un type de pièce de monnaie d'origine celtique de forme caractéristique bombée comme un minuscule bol.

## Description

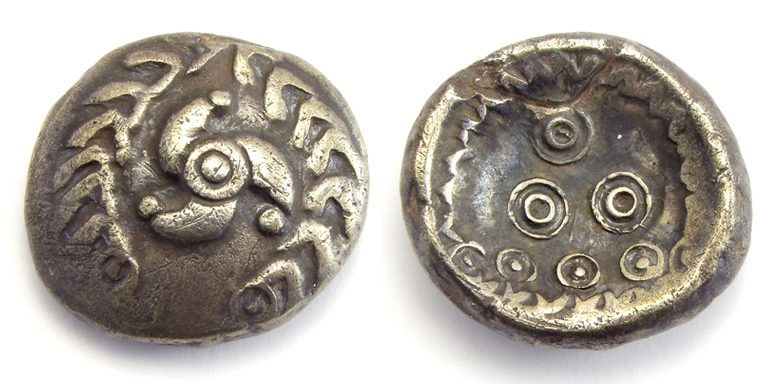
Bol d'arc-en-ciel en électrum portant un triskèle.

Un bol d'arc-en-ciel (en allemand : Regenbogenschüsselchen, en tchèque : duhovka de duha - arc-en-ciel) est un terme désignant des pièces de monnaie en argent et en or d'origine celtique trouvées dans les régions autrefois dominées par les cultures de La Tène et de Jastorf et associées aux peuples Boïens et Vendéliques.
Ces pièces sont bombées comme une cupule ou un bol minuscule et peuvent être entièrement lisses comme celles trouvées dans la vallée proglaciaire de Głogów-Baruth, près du village de Baitz, au sud-ouest de Berlin, ou marquées de divers symboles comme celle trouvée isolée près de la rivière Lech.
Les bols d'arc-en-ciel constituent une partie du trésor de Manching.

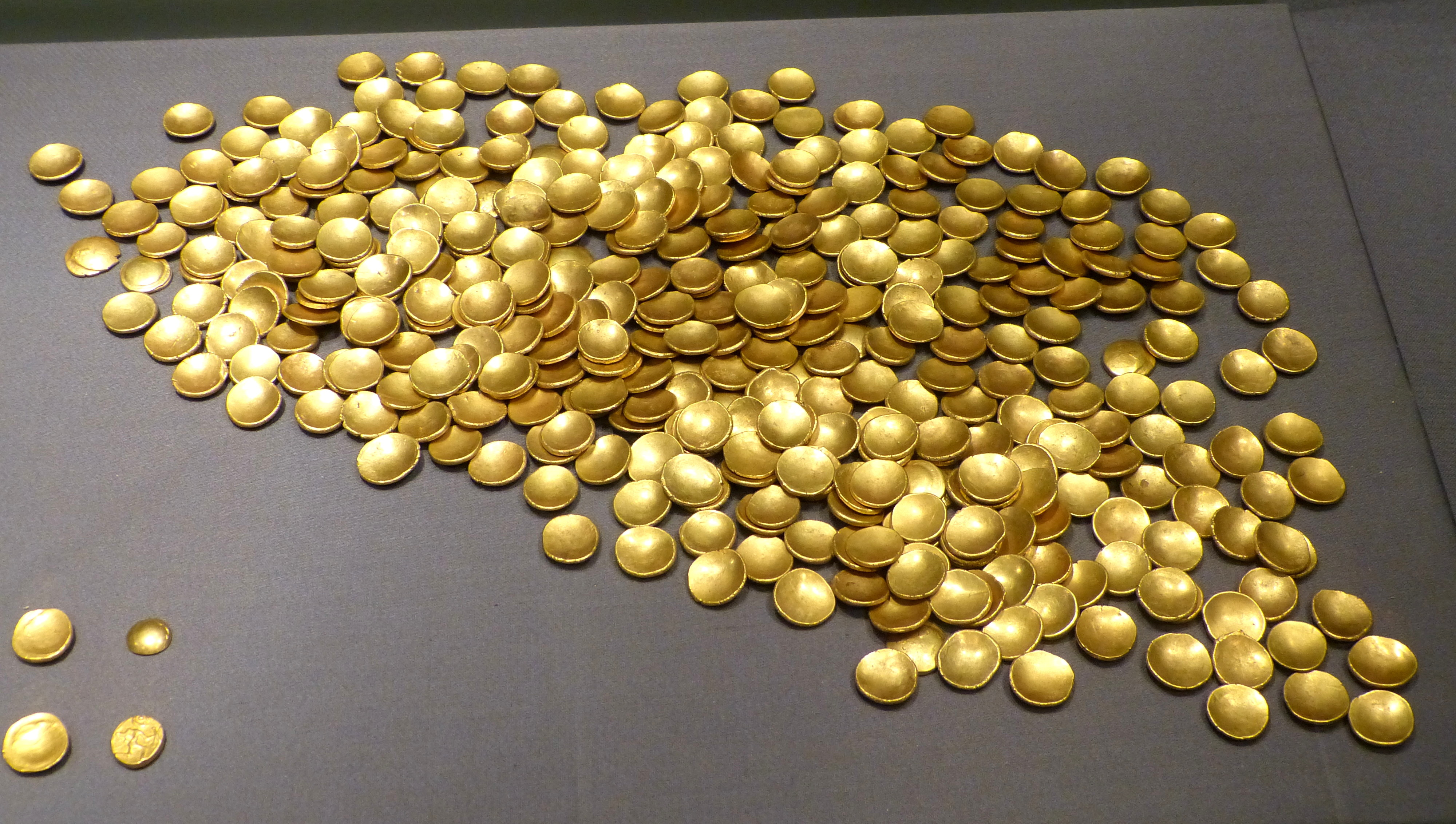
Trésor celte, IIe siècle av. J-C, Wallersdorf, Basse-Bavière.
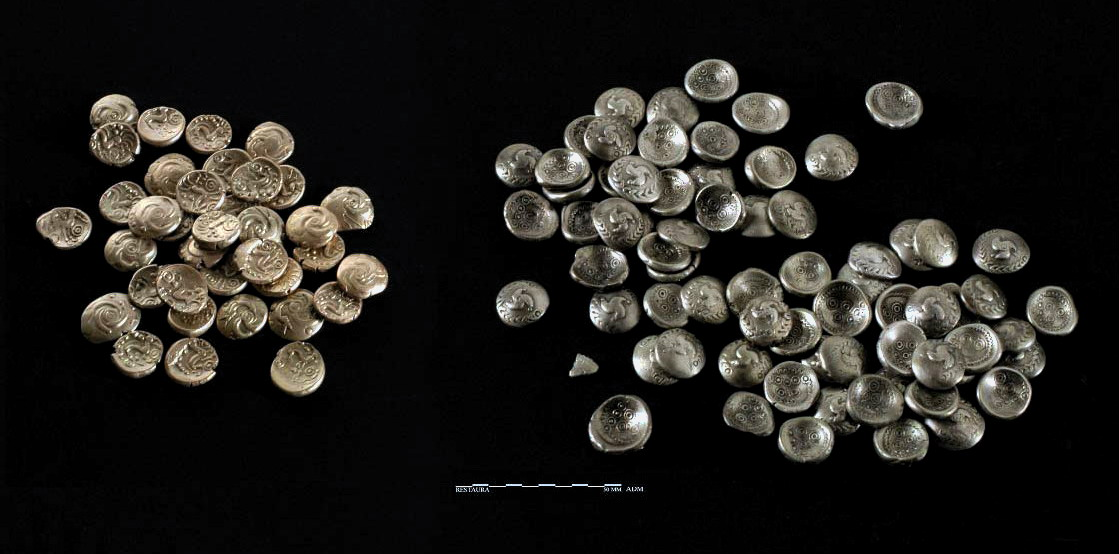
Trésor celte d'Amby, Ier siècle av. J-C.

## Croyances populaires
Ces pièces de monnaie étaient souvent trouvées par des paysans dans des champs labourés après de fortes pluies. La pluie ayant à la fois lavé les pièces et rempli celles avec la concavité tourné vers le haut, la réflexion du soleil sur l'eau les faisait briller particulièrement.
Cela a conduit à la croyance populaire selon laquelle ont pouvait trouver un trésor là où un arc-en-ciel touchait la terre. On pensait que ces pièces portaient chance et qu’elles avaient des vertus curatives.
Cette croyance serait à son tour l'origine du conte de Grimm intitulé l'Argent du Ciel (en allemand, Die Sternstaler).